# Toongabbie
Toongabbie is een plaats in de Australische deelstaat Victoria en telt 462 inwoners (2006).